# Parijse metrolijn 16
Metrolijn 16 van de metro van Parijs is een in aanbouw zijnde automatische metrolijn die deel uitmaakt van het project Grand Paris Express. Deze lijn, waarvan de opening gepland is voor 2024, verbindt een aantal banlieues ten noorden van de stad in het huidige departement Seine-Saint-Denis. De lijn loopt van een in aanbouw zijnd station bij Carrefour Pleyel in Saint-Denis, in een noordoostelijke boog om Parijs naar een terminus op de grens tussen de gemeenten Noisy-le-Grand en Champs-sur-Marne.

## Geschiedenis
De lijn werd in 2009 voor het eerst uitgetekend als de "rode lijn" van het door Nicolas Sarkozy voorgestelde plan voor een Grand Paris Express. Op 6 maart 2013 onthulde de toenmalige premier Jean-Marc Ayrault een kaart van het toekomstige metronet rond de stad, waarop deze lijn als lijn 16 werd aangegeven. Destijds werd een opening rond 2023 aangehouden. De financiering is juli 2014 geaccordeerd (samen met die van het zuidelijk deel van Parijse metrolijn 17 en de noordelijke verlenging van lijn 14). Na de verplichte milieueffectrapportages is op 28 december 2015 een Déclaration d'utilité publique afgegeven.. De werkzaamheden zijn in 2016 begonnen.

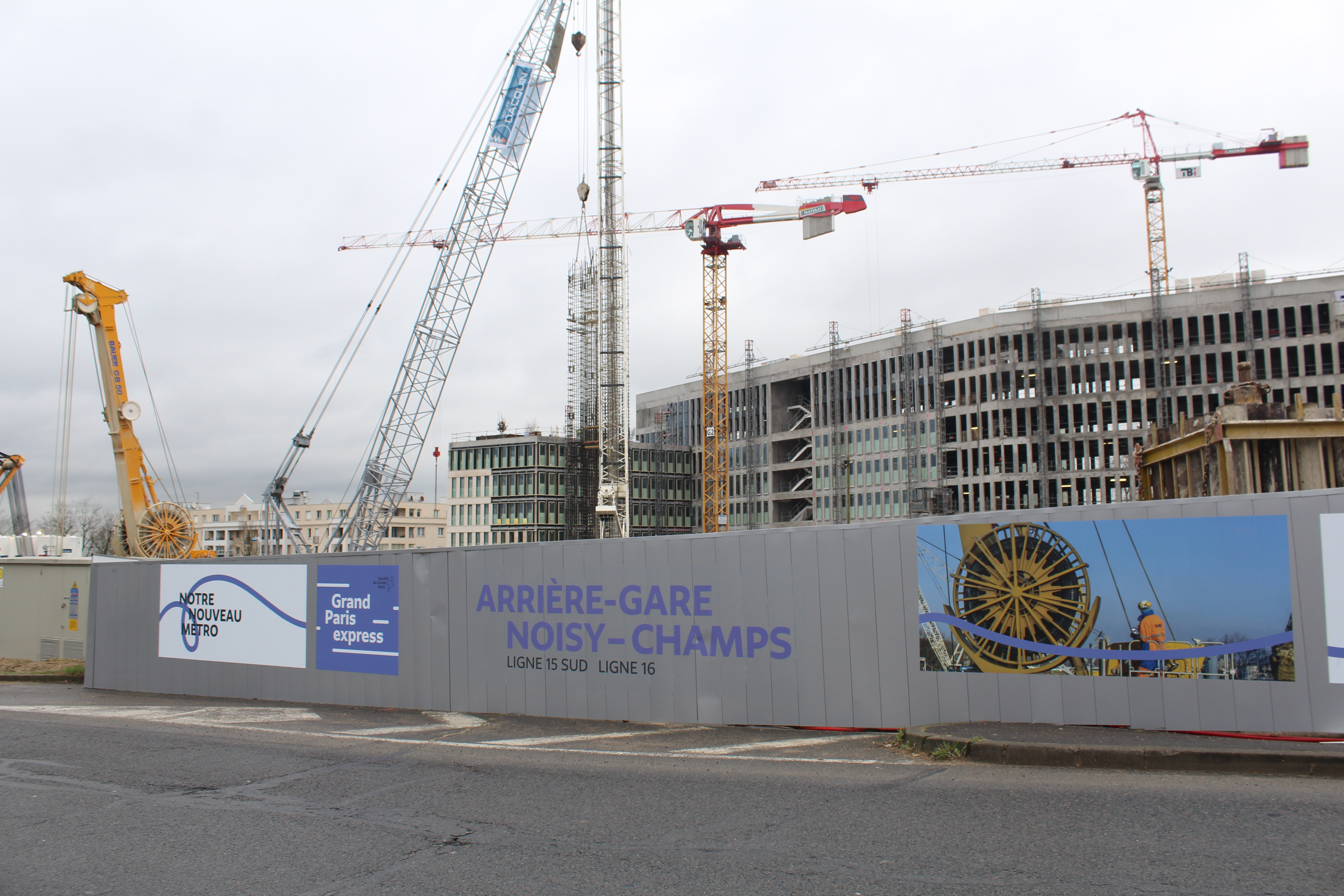
Werkzaamheden voor het station Noisy-Champs, maart 2017

## Tracé

Tracé van metrolijn 16

Lijn 16 zal bij voltooiing 27,5 km lang zijn. Het deel van Clichy - Montfermeil naar Noisy - Champs zal later openen dan de rest van de lijn; de opening daarvan is nu geprojecteerd rond 2030. De lijn doorkruist een aantal banlieues met een nogal twijfelachtige reputatie, hetgeen commentatoren deze lijn doen omschrijven als de "hellelijn"